# Polygenis litus
Polygenis litus är en loppart som först beskrevs av Jordan et Rothschild 1908.  Polygenis litus ingår i släktet Polygenis och familjen Rhopalopsyllidae. Inga underarter finns listade i Catalogue of Life.